# بول لوثر
بول لوثر (بالألمانية: Paul Luther)‏ (28 يناير 1533-8 مارس 1593) كان طبيبًا وكيميائيًا طبيًا وخيميائيًا. كان الابن الثالث للمصلح البروتستانتي مارتن لوثر وزوجته كاترينا فون بورا، عمل طبيبًا لجون فريدريك الثاني دوق ساكسونيا؛ ويواكيم الثاني ناخب براندنبورغ، وأوغسطس ناخب ساكسونيا وخليفته كريستيان الأول، كما ودرّس الكيمياء للأميرة آن من الدنمارك.

## المهنة
قام لوثر بدراسة الطب في جامعة مارتن لوثر في هاله-فيتنبرغ وحصل في 29 يوليو 1557 على درجة دكتور في الطب. كان بول لوثر لوثري متحمس ودافع بحماسة عن تعاليم والده.
وعمل بول لوثر كطبيب، وأصبح الطبيب الشخصي لجون فريدريك الثاني دوق ساكسونيا، ولاحقًا الطبيب الشخصي لكل من يواكيم الثاني ناخب براندنبورغ، وأوغسطس ناخب ساكسونيا وخليفته كريستيان الأول. كما وعمل لوثر في الكيمياء وقام بصنع الأدوية المختلفة.

## الأسرة
بينما كان لوثر طالبًا في كلية الطب في فيتنبرغ، تزوج لوثر آنا واربيك  لثلاثة وثلاثين عامًا، حتى وفاة آنا في درسدن يوم 15 مايو 1586. وأنجب الزوجان ستة أبناء وهم:
- بول لوثر والذي توفي عام 1558.
- يوهانس ارنست لوثر، الذي أصبح مشرع في مدينة تسايتز. من خلاله، واصل خط الذكور في أسرة لوثر حتى عام 1759.[3]
- يوهانس يواكيم لوثر، مات صغيرًا.
- يوهانس فريدريش لوثر، مات صغيرًا.
- مارغريت لوثر، والتي تزوجت جورج فون كينهيم.[3]
- آنا لوثر، والتي تزوجت نيكولاس فرايهر مارشال فون.[3]

توفي لوثر في لايبزيغ يوم 8 مارس 1593.